# Sinocytheridea
Sinocytheridea is een geslacht van kreeftachtigen uit de klasse van de Ostracoda (mosselkreeftjes).

## Soorten
- Sinocytheridea impressa (Brady, 1869) Zhao (Yi-Chun) & Whatley, 1987
- Sinocytheridea kusuana Hu & Tao, 2008
- Sinocytheridea latiovata Hou & Chen in Hou et al., 1982
- Sinocytheridea longa Hou & Chen in Hou et al., 1982